# 栄町 (豊橋市)
栄町（さかえまち）は、愛知県豊橋市の地名。

## 地理
豊橋市中央部に位置する。東は東光町、西は東雲町・岩田町字道合、南は朝丘町・東田仲の町、北は東田町に接する。 

## 歴史

### 人口の変遷
国勢調査による人口および世帯数の推移。
| 1995年（平成7年）  | 172世帯 460人 |  |
| 2000年（平成12年） | 169世帯 439人 |  |
| 2005年（平成17年） | 156世帯 395人 |  |
| 2010年（平成22年） | 171世帯 415人 |  |
| 2015年（平成27年） | 166世帯 393人 |  |

### 沿革
- 1960年（昭和35年） - 豊橋市岩田町の一部により、同市栄町が成立[2]。

## 交通
- 愛知県道豊橋大知波線[1]

## 施設
- 高野山真言宗瑞光寺[1]

1950年（昭和25年）、瑞光庵として開創。1971年（昭和46年）10月11日、瑞光寺となる。

### WEB
1. ↑  “愛知県豊橋市の町丁・字一覧”.   人口統計ラボ. 2023年4月13日閲覧。
2. ↑  総務省統計局 (2017年1月27日). “平成27年国勢調査の調査結果(e-Stat) - 男女別人口及び世帯数 －町丁・字等” (CSV). 2021年7月21日閲覧。
3. ↑  “愛知県豊橋市の郵便番号一覧”.   日本郵便. 2023年4月13日閲覧。
4. ↑  “市外局番の一覧” (PDF).   総務省 (2022年3月1日). 2022年3月22日閲覧。
5. ↑  総務省統計局 (2014年3月28日). “平成7年国勢調査の調査結果(e-Stat) - 男女別人口及び世帯数 －町丁・字等” (CSV). 2021年7月20日閲覧。
6. ↑  総務省統計局 (2014年5月30日). “平成12年国勢調査の調査結果(e-Stat) - 男女別人口及び世帯数 －町丁・字等” (CSV). 2021年7月20日閲覧。
7. ↑  総務省統計局 (2014年6月27日). “平成17年国勢調査の調査結果(e-Stat) - 男女別人口及び世帯数 －町丁・字等” (CSV). 2021年7月21日閲覧。
8. ↑  総務省統計局 (2012年1月20日). “平成22年国勢調査の調査結果(e-Stat) - 男女別人口及び世帯数 －町丁・字等” (CSV). 2021年7月21日閲覧。
9. ↑  総務省統計局 (2017年1月27日). “平成27年国勢調査の調査結果(e-Stat) - 男女別人口及び世帯数 －町丁・字等” (CSV). 2021年7月21日閲覧。

### 書籍
1. 1 2 3 4  「角川日本地名大辞典」編纂委員会 1989, p. 1787.
2. ↑  「角川日本地名大辞典」編纂委員会 1989, p. 594.
3. 1 2  愛知県史誌出版協会 1986, p. 124.